# Regimiento Personal de Belisario
El Regimiento Personal de Belisario o Bucellarios era un cuerpo militar tardío, que significó el ejemplo más claro y completo del fenómeno de los Bucellarii en el Bajo Imperio romano, además del más poderoso; los ejemplos más precedentes y claros los tenemos en las famosas huestes huno-iranias de Estilicón o Aecio. En la época del Imperio bajo Justiniano, aún existían estos cuerpos, que terminarán en la gran catástrofre del siglo VII finalmente engrosando las líneas del ejército ya medieval del Imperio Romano de Oriente.

## Historia
Procopio de Cesarea ya nos cuenta, a través de su detallada Historia de las Guerras, los componentes de sus huestes bucellarias, pasando por estar continuamente nutriéndose de los mejores guerreros disponibles. Esta unidad, durante toda la historia militar de Belisario, fue la punta de la lanza de las situaciones críticas en las campañas, siendo decisiva en la derrota del rebelde Stotzas en la recién conquistada África, así como en diferentes episodios del asedio godo a Roma. El guerrero bucellario, en términos generales, no puede ser explicado de una manera simple u objetiva, porque cada regimiento determinado sirviendo a un señor podía tener diferentes cualidades y manejos militares. Desde las huestes bucellarias en la Britania romana, hasta las huestes del propio Belisario. Hay que aclarar, que el fenómeno Bucellarii cundió además con mucho éxito en reinos bárbaros a la caída de Roma, como en los territorios siempre turbulentos de Britania o en el reino visigodo de Hispania.
Las razones por supuesto no solo son de estatus y seguridad, sino de poder y ostentación frente a los diferentes adversarios que pudieran hacerles frente. Al igual que sus predecesores, los Bucellarios de Belisario confirman la élite de los ejércitos de campaña del general, y no solo pueden funcionar como caballería hostigadora, sino también como caballería pesada, o incluso como infantes (batalla de Calinico). La panoplia completa del guerrero bucelario de Belisario pasaba por llevar diferentes ejemplos de armadura tardorromana, desde loricas segmentatas, hasta loricas squamatas; la composición de las armas asimismo variaba, pudiendo ser del modo más tradicional aunque efectivo (ejemplos de jinetes bereberes), hasta el más completo y avanzado (romanos extraídos de diferentes regiones del imperio), pasando por la potencialidad huna (cutrigur, utigur y otras tribus recién llegadas en oleadas al Danubio,  con equipo militar del Asia Central).
Asimismo es de suponer que la diferenciación de lucha potenciaba aún más la unidad, de manera que funcionaba como un seguro para diferentes situaciones, teniendo en cuenta las diferentes extracciones étnicas guerreras, como remarca el detalle de ver ejemplos de jefes de infantería sacados de sus mismas tropas Bucellarii mandando regimientos en ejemplos como el sitio de Roma.
Los Bucelarios de Belisario, al igual que los precedentes y más comunes ejemplos en Occidente, suponían una grave amenaza para el poder imperial, ya que elementos de la nobleza, o generales destacados de diversa índole, podían acometer alguna rebelión o amenaza al trono, en situación crítica con estas tropas selectas; debido a esto, los Bucellarii siempre estuvieron mantenidos en una estrecha vigilancia. De hecho, Belisario siempre mantuvo en sus hombros una fuerte hostilidad cortesana, así como en parte de su propio emperador, envidiando en parte su riqueza, su poder, su fama, y por supuesto en última instancia, el favor del ejército en todo el Imperio, así como la disposición de estas tropas, en el mismísimo corazón del Imperio,  Constantinopla. Los Bucellarii estaban pagados del propio bolsillo de Belisario y mantenían la fidelidad solamente a él, de manera que en manos de un general golpista, podía resultar un episodio crítico como acabamos de referir.
Aun así, el fenómeno Bucellarii, asentado en ambas partes del Imperio, solo mantuvo una problemática clara en varias zonas de Occidente debido en muchas ocasiones a la falta de estabilidad imperial occidental, así como la imposibilidad de aplastar esas rebeliones locales y el poder que les daba el caos, a estos caudillos tardorromanos, algunos hasta convertirse en rex de algunas provincias (Riothamus en Bretaña, Aegidius en la Galia, o el mítico y supuestamente real Vortigern en Britannia).
El cuerpo Bucellarii funcionó durante toda la vida de Belisario, e incluso pudo reunir parte de este cuerpo, ante la amenaza de los kotriguros de Zabergán, en el 558-559 que amenazaba la capital; por supuesto, los Bucellarii mostraban en el ámbito militar lealtad sin condiciones a su líder. No obstante, habían ejercido su período y sus deberes militares, de manera que muchos, como vemos con el episodio referido, ya se habían asentado (si habían tenido la suerte de sobrevivir a las campañas de Belisario), con una paga más que aceptable, en las regiones del Imperio. Como vemos en el episodio referente y señalado con más datos por Agatías, había aún algunos veteranos a los que Belisario consiguió levantar y armar a toda prisa junto con algunos cuerpos de la corte y levas urgentes. La lealtad de estos Bucellarii, aún licenciados y con poder y estabilidad para prescindir y ni imaginar cualquier otro episodio de peligro bélico, alaba su fuerte lealtad a sus jefes, así como su fe inquebrantable en ellos.
A pesar de ser claramente una de las élites del Imperio Romano, durante siglos constituyeron en demasiadas ocasiones fuertes puntos candentes de recelos y problemática, que en manos de generales ambiciosos llegaban a limitar y centralizar el poder sobre ellos, limitándose en muchos ejemplos a ser "guardias de corps". Distinguiéndose de la realidad que suponía el estar dirigidos por un general como Belisario, capaz, leal y fiel al Imperio.